# 아지아도
아지아도(Ajia-do Animation Works Inc., 일본어: 株式会社亜細亜堂)는 1978년 10월 4일에 설립된 일본의 애니메이션 제작사이다. Spirit of Wonder, 절대소년, 종말의 이제타, 장기 방영 중인 NHK 시리즈 닌자보이 란타로를 포함한 여러 다른 작품의 일본의 애니메이션 시리즈로 유명하다. 사명은 "아시아당"으로 번역된다.

## 작품

### TV 시리즈
- 요술소녀
- 닌자보이 란타로
- 쾌걸 조로리
- 절대소년
- 엠마 (만화)
- 종말의 이제타
- 이세계 마왕과 소환 소녀의 노예 마술
- 책벌레의 하극상
- 쾌걸 조로리
- 괴물사변

### 영화
- 메종일각
- 쾌걸 조로리
- 고 녀석 맛나겠다
- 닌자보이 란타로

### OVA/ONA
- 카페 알파
- 아즈망가 대왕
- 현시연
- 책벌레의 하극상
- 스피릿 오브 원더

## 저명한 스태프

### 감독
- 시바야마 츠토무
- 고바야시 오사무
- 카와우치 히데오
- 스다 유미코
- 모치즈키 토모미
- 고바야시 츠네오
- 네기시 히로키
- 스즈키 레이코
- 이와사키 토모코

### 시나리오 작가
- 야마다 미치시로
- 야나기다 요시야키
- 후지모리 마사야
- 후나코시 히데유키
- 스즈키 키니치로
- 이쿠노 유코
- 세키네 마사유키
- 가와구치 히로시
- 무사키 미츠유키
- 요시카와 야요이
- 나카지마 유이치
- 니시오카 유키
- 오기노 노리코
- 이치키 츠요시
- 엔도 야스히로